# Budimpešta
Budimpešta, glavni grad Mađarske i glavno političko, industrijsko, trgovačko i prometno središte zemlje. Ima preko 1,7 milijuna stanovnika, što je manje od vrhunca dostignutog sredinom 1980-ih kada je imala 2,07 milijuna. Postala je jedinstveni grad 1873. godine spajanjem Budima i Starog Budima na desnoj obali Dunava s Peštom na lijevoj (istočnoj) obali. Bila je drugim središtem Austro-Ugarskog Carstva koje se raspalo 1918. godine. 
Ovaj jedan od najljepših gradova Europe ima mnoge znamenitosti od kojih su Budimski dvorac, Andraševa avenija, Trg heroja u Budimpešti i Milenijska podzemna željeznica upisani na UNESCO-ov popis mjesta svjetske baštine u Europi.

## Povijest
Poznata povijest Budimpešte počinje s rimskim gradom pod imenom Aquincum, osnovanim oko 89. godine nove ere, na mjestu starijeg keltskog naselja blizu mjesta gdje je nastala Obuda. Aquincum je od 106. do kraja 4. stoljeća bio glavni grad provincije, donje Panonije. Na mjestu današnje Pešte je bio izgrađen grad Contra Aquincum (ili Trans Aquincum).
Područje su oko 900. godine osvojili Mađari, koji su oko jednog stoljeća kasnije osnovali kraljevinu Mađarsku. Kada su je 1241. uništili Mongoli Pešta je već bila značajno mjesto, i brzo je ponovno izgrađena, a Budim je 1247. postao sjedište kraljevskog dvora te 1361. glavni grad Mađarske. 
Turci su u 16. stoljeću osvojili veći dio Mađarske i prekinuli rast grada: Peštu su zauzeli s juga 1526. godine, a Budim 15 godina kasnije. Dok je Budim ostao sjedište turskog nadstojnika, Pešta je bila vrlo zapuštena do 1686. kada su je osvojili Habsburški vladari.
Pešta je od 1723. bila sjedište administrativnog aparata kraljevstva, koji je najbrže rastao u 18. i 19. stoljeću, i potakao izraziti rast grada u 19. stoljeću.
Spajanje tri distrikta pod jednu administraciju, koje je prvo propisala mađarska revolucionarna vlada 1849. je ubrzo potom, nakon ponovne uspostave habsburške vlasti, poništeno. Konačno je ovu odluku provela autonomna mađarska kraljevska vlada, uspostavljena po Austro-Ugarskoj nagodbi iz 1867. Broj stanovnika "ujedinjene" prijestolnice je porastao u periodu od 1840. do 1900. na 730.000.
U 20. stoljeću je većina rasta broja stanovnika otpadala na predgrađa, Újpest (Nova Pešta) je više nego udvostručila broj stanovnika između 1890. i 1910, a većina industrije zemlje se koncentrirala u gradu. Ljudski gubici Mađarske tijekom prvog svjetskog rata, i kasniji gubitak više od polovice teritorija kraljevstva (1920.) je zadao samo privremeni udar broju stanovnika, a Budimpešta je postala prijestolnica manje, ali sada suverene države. Do 1930. je uža gradska jezgra imala milijun stanovnika, uz dodatnih 400.000 u predgrađima.
Oko trećine od 200.000 Židova u Budimpešti je ubijeno u nacističkom genocidu za vrijeme njemačke okupacije u drugom svjetskom ratu. Grad je znatno porušen u sovjetskoj opsadi tijekom zime 1944., a oporavio se tijekom 1950-ih i 1960-ih. Budimpešta je u 1980-ima podijelila sudbinu države kada je broj stanovnika smanjen zbog povećane emigracije i smanjenja nataliteta.

## Znamenitosti
- UNESCO-ova svjetska baština u Budimpešti su: Budimski dvorac s okolicom, obala Dunava, Andraševa avenija (Andrássy út) s Trgom heroja (Hősök tere) i Milenijska podzemna željeznica (najstarija u Europi).
- Zgrada mađarskoga parlamenta izgrađena je u neogotičkom stilu i smatra se jednim od najboljih primjera historicizma. Nekad je bila najveća zgrada parlamenta na svijetu, a danas je još uvijek treća. S Bazilikom sv. Stjepana, najviša je zgrada u Budimpešti, a izgrađena je od kamena bihacita izvađenog u kamenolomima pokraj grada Bihaća u Bosni i Hercegovini. U njoj se nalazi Kruna sv. Stjepana.
- Bazilika sv. Stjepana ima istu visinu kao i parlament (96 m) i u njoj se nalazi mumificirani ostaci prvog mađarskog kralja, Stjepana I. Ona je treća crkva po veličini u Europi.
- Ostaci rimskog grada Aquincuma su pretvoreni u arheološki muzej.
- Crkva kralja Matije Korvina u Budimpešti je iz 14. stoljeća.
- Bivša kraljevska palača je iznutra ukrašena prizorima bitaka Mađara od srednjeg vijeka do 20. stoljeća. U njoj se danas nalaze dva muzeja i Nacionalna knjižnica Szécheny.
- Palača Sándor je pretvorena u ured mađarskog predsjednika.
- Ribarski bastion (Halászbástya) je neogotička terasa s koje se pruža veličanstven pogled na grad.
- Memento park je jedinstven jer se u njemu nalaze samo skulpture iz komunističkog razdoblja mađarske povijesti (1949. – '89.)
- Sinagoga u Budimpešti je najveća u Europi i druga u svijetu[1]
- Lječilište Szécheny u Budimpešti su najveće bolničke toplice u Europi
- Szécheny lančani most
- Muzej likovnih umjetnosti
- Koncertna dvorana Vigadó
- Crkva sv. Elizabete
- Muzej primijenjenih umjetnosti
- New York Café
- Dvorac Vajdahunyad u gradskom parku u kojemu je smješten Muzej agrikulture.
- Mađarsko narodno kazalište
- Most slobode
- Dvorsko kazalište Budima
- Ulica Váci
- Veliki bulevar
- Budimpeštanski zoološki i botanički vrt

## Galerija
- Panorama Budimpešte
- Velika sinagoga
- Dvorac Vajdahunyad
- Andraševa avenija
- Crkva kralja Matije Korvina
- Ribarska utvrda
- Muzej primijenjenih umjetnosti
- Bazilika sv. Stjepana
- Mađarsko narodno kazalište
- Milenijska podzemna željeznica ispod Andraševe avenije, crtež iz 1896.
- Restoran Sörforrás u središtu Budimpešte s osebujnim ornamentiranim pročeljem

## Administrativna podjela
Izvorno je Budimpešta bila podijeljena na 10 distrikta ili oblasti (mađ. kerület) po ujedinjenju tri grada 1873. godine. Danas ih ima 23, 6 u Budimu, 16 u Pešti i 1 na Čepeljskom otoku (poznatom po Čepeljskim Hrvatima) koji je između njih:
| - I. Várkerület (Budimski dvorac i četvrt) - II. Oblast - III. Oblast - IV. Újpest - V. Belváros (uže središte grada, Pešta) - VI. Terézváros - VII. Erzsébetváros - VIII. Józsefváros - IX. Ferencváros - X. Kőbánya (Majdan, Kamenjača) - XI. Újbuda - XII. Hegyvidék | - XIII. oblast (Margitin otok) - XIV. Zugló - XV. Oblast - XVI. Oblast - XVII. Rákosmente - XVIII. Oblast - XIX. Kispest - XX. Pesterzsébet - XI. Čepelj (Csepel) - XXII. Oblast - XXIII. Soroksár |

- hrvatski toponimi su prema: Folia onomastica croatica 14/2005. Živko Mandić: Hrvatska imena naseljenih mjesta u Madžarskoj, (PDF)

## Stanovništvo
U gradu živi 1 777 921 stanovnika (prema popisu 2001.).
- Mađari = 1 631 043
- Nijemci = 18 097
- Romi, Cigani, Bajaši = 14 019
- Slovaci = 4 929
- Grci 3 410
- Rumunji = 2 637
- Kinezi 2 289
- Ukrajinci 2 055
- Poljaci 2 044
- Srbi 1 851
- Hrvati 1 525
- Židovi, Hebreji 1 199
- Arapi 1 312
- Bugari 1 207
- Rusini 735
- Armenci 655
- Slovenci 643
- ostali

## Demografska povijest
| Budimpešta: kretanje broja stanovnika između 1800. i 2003. |         |         |         |         |         |           |           |
| 1800.                                                      | 1830.   | 1850.   | 1880.   | 1900.   | 1925.   | 1990.     | 2003.     |
| 54 200                                                     | 102 700 | 178 000 | 370 800 | 733 400 | 957 800 | 2 016 100 | 1 719 342 |

## Promet
Zračna luka
Ferihegy aerodrom ima 3 putnička terminala: Ferihegy 1, Ferihegy 2/A i Ferihegy 2/B. Zračna luka se nalazi istočno od centra grada u XVIII okrugu u Peštsentlorincu (Pestszentlőrinc).
Ceste
Budimpešta je najznačajniji mađarski putni terminal; sve glavne autoceste završavaju u Budimpešti. Ona je također i najznačajniji željeznički terminal.
Vodeni putevi
Rijeka Dunav prolazi kroz Budimpeštu na putu prema Crnom moru. Budimpešta je kroz povijest bila važna trgovačka luka.
Podzemna željeznica
Prva podzemna željeznica na europskom kontinentu je izgrađena 1894-96. Polazna stanica je s Trga Vörösmartyja. Zadnja stanica je Mexikói út. Linija se sada zove M1 ili žuta linija. Njene stanice (osim onih kasnije izgrađenih) su vraćene u originalno stanje, zbog povijesnih vožnji. Druge dvije linije, M2 (crvena) i M3 (plava) su izgrađene kasnije i vode u druge dijelove grada.

## Gradovi prijatelji
Budimpešta je zbratimljena sa sljedećim gradovima:
| - Pariz, Francuska (1956.) - Tel Aviv, Izrael (1989.) - Fort Worth, SAD (1990.) - Frankfurt na Majni, Njemačka (1990.) - Beč, Austrija (1990.) - Bukurešt, Rumunjska (1991.) - Lisabon, Portugal (1992.) | - New York, SAD (1992.) - Berlin, Njemačka (1992.) - Lavov, Ukrajina (1993.) - Daejeon, Južna Koreja (1994.) - Zagreb, Hrvatska (1994.) - Sarajevo, Bosna i Hercegovina (1995.) - Košice, Slovačka (1997.) | - Peking, Kina (2005.) - Varšava, Poljska (2005.) - Bangkok, Tajland (2007.) - Firenca, Italija (2008.) - Jakarta, Indonezija (2009.) - Sofija, Bugarska Vinkovci,Hrvatska |